# Miriam Bajtala
Miriam Bajtala (* 1970 in Bratislava) ist eine bildende Künstlerin, die in Wien lebt und arbeitet.

## Biographie
Miriam Bajtala kam als Kind mit ihren flüchtenden Eltern aus der Slowakei nach Österreich und wuchs in Oberösterreich auf. Sie studierte Kunstgeschichte an der Universität Wien und absolvierte den Lehrgang für elektronische Medien (ELAK) in Wien und begann 1998 gleichzeitig ein Studium für Fotografie an der Akademie der bildenden Künste Wien bei Eva Schlegel und schloss dieses 2002 ab. Ab 2007 vermehrte Lehrtätigkeit und Workshops zu Video-, Videoinstallation und Performance an der Technischen Universität Wien (2007–2011) und der Kunstuniversität Linz als Universitätsassistentin und Dozentin in der Abteilung Experimentelle Gestaltung bei Andrea van der Straeten (2011–2018). Ihr künstlerischer Schwerpunkt liegt eindeutig in den Bereichen Video und Videoinstallation sowie der Zeichnung. Viele ihrer Videoarbeiten werden von Sixpackfilm vertrieben. Oft verwebt die Künstlerin autobiographische Angaben in abstrakte Kontexte oder beschäftigt sich mit verschiedenen Konnotationen von Körper und Raum. Ihre Werke sind in vielen öffentlichen und privaten Sammlung zum Beispiel im Kupferstichkabinetts Wien, der Stadt Linz, der Artothek des Bundes, dem Land Oberösterreich oder Fotosammlung des Bundes. Ihr erster Langfilm Becoming Outline feierte beim Jihlava - International Documentary Festival 2024 seine Weltpremiere.
Bajtala erhielt im Laufe ihrer Karriere mehrere wichtige Auszeichnungen wie das renommierte MAK Schindler Stipendium in Los Angeles, den outstanding artist award (Würdigungspreis des österreichischen Bundesministeriums für Unterricht und Kunst) oder zuletzt den Gabriele-Heidecker-Preis in Linz.

## Ausstellungen (Auswahl)
- 2025: Working Class Daughter, Neue Galerie, Innsbruck[6]
- 2024: 18 Räume, Kunstraum Goethestraße, Linz
- 2023: In den Körpern, Bildraum Wien[7]
- 2021: Ausstellung zum Gabriele-Heidecker-Preis, afo Architekturforum Oberösterreich, Linz
- 2020: DICHTEGESCHICHTE, Kunstraum Weikendorf, im Rahmen von Kunst im Öffentlichen Raum NÖ[8]
- 2019: VERSAMMLUNG, Galerie aller Art Bludenz, Remise Bludenz
- 2019: Ghosteries, gemeinsam mit Susi Jirkuff, Galerie Maerz, KünstlerInnenvereinigung, Linz
- 2017: the only song I remember in slovak, Size Matters, Wien
- 2016: die Körper meiner Arbeit, Performance, Künstlerhaus Wien, kuratiert von Maria Holter
- 2013: in meinem Namen, Secession, Wien[9]
- 2011: zwei Monologe für einen Chor, Performance, Projektraum k48, Wien
- 2011: terms fo decision, gemeinsam mit Blue Curry, Austrian Cultural Forum, London
- 2010: home stories, Galeria Krokus, Bratislava
- 2010: nichts als gespenster, gemeinsam mit Gregor Graf, Forum Stadtpark, Graz
- 2009: satellite me, das weisse Haus, Wien

## Artist in Residence
- 2015: CCA Andratx, Mallorca
- 2009: Atelier des Bundes, Paris, Cité Internationale des Arts
- 2004: MAK Schindlerstipendium, Los Angeles
- 2004: Atelier des Bundes, Rom
- 2002: Atelier des Bundes, Český Krumlov

## Auszeichnungen
- 2021: Gabriele Heidecker Preis[10]
- 2012: Outstanding Artist Award für bildende Kunst, BMUKK[11]
- 2008: Staatsstipendium für bildende Kunst
- 2005: 29. Österreichischer Grafikwettbewerb Innsbruck, Taxispalais Innsbruck, Preis der Bundeshauptstadt Wien

## Publikationen (Auswahl)
- Körper meiner Arbeit, Monografie, Fotohof Edition, Salzburg 2024[12]
- DICHTEGESCHICHTE, Kunstraum Weikendorf, KÖR Niederösterreich, 2020
- Diagonale – Festival des österreichischen Film, Kataloge 2020, 2016, 2014, 2012, 2011, 2010, 2006, 2001[13]
- Videonale 16, PERFORM, Kunstmuseum Bonn, Ausstellungskatalog, 2017

- 40.Duisburger Filmwochen 2016, es wird Zeit, Katalog und Protokoll No.18, 2016[14]

- Internationale Kurzfilmtage / International Short Film Festival Oberhausen, Katalog 2016
- Operation Goldhaube, Tradition und Zeitgenössische Kunst, Hg. vom Salzburg Museum, Salzburg 2015; ISBN 978-3-900088-60-6
- In meinem Namen / In my name, secession, Berlin 2013; ISBN 978-3-86895-293-3
- Performance im Bild und im medialen Übertrag, Fotogalerie Wien, Fotobuch Nr. 43, 2009
- quergeblickt, 100 Jahre Technisches Museum, Wien, Ausstellungskatalog, 2009
- AUSTRIA conTEMPORARY, Sammlung Essl, Ausstellungskatalog 2008
- 29.Österreichische Grafikwettbewerb Innsbruck, Ausstellungskatalog, Galerie im Taxispalais, Innsbruck, 2005
- Miriam Bajtala, Judith Huemer, Loretta Lux, Bilder - Hefte Nr. 189, Fotogalerie Wien, 2003

## Videoeditionen
- Video Edition Austria - release 02, Medienwerkstatt Wien, 2009
- as she likes it, female Performance Art from Austria, INDEX/DVD Edition 023, Medienwerkstatt Wien und sixpackfilm, 2006
- art clips, Zentrum für Kunst und Medientechnologie Karlsruhe, ZKM digital arts edition, Hatje Cantz Verlag, 2006[15]